# Eulophia ruwenzoriensis
Eulophia ruwenzoriensis là một loài thực vật có hoa trong họ Lan. Loài này được Rendle mô tả khoa học đầu tiên năm 1895.

## Hình ảnh

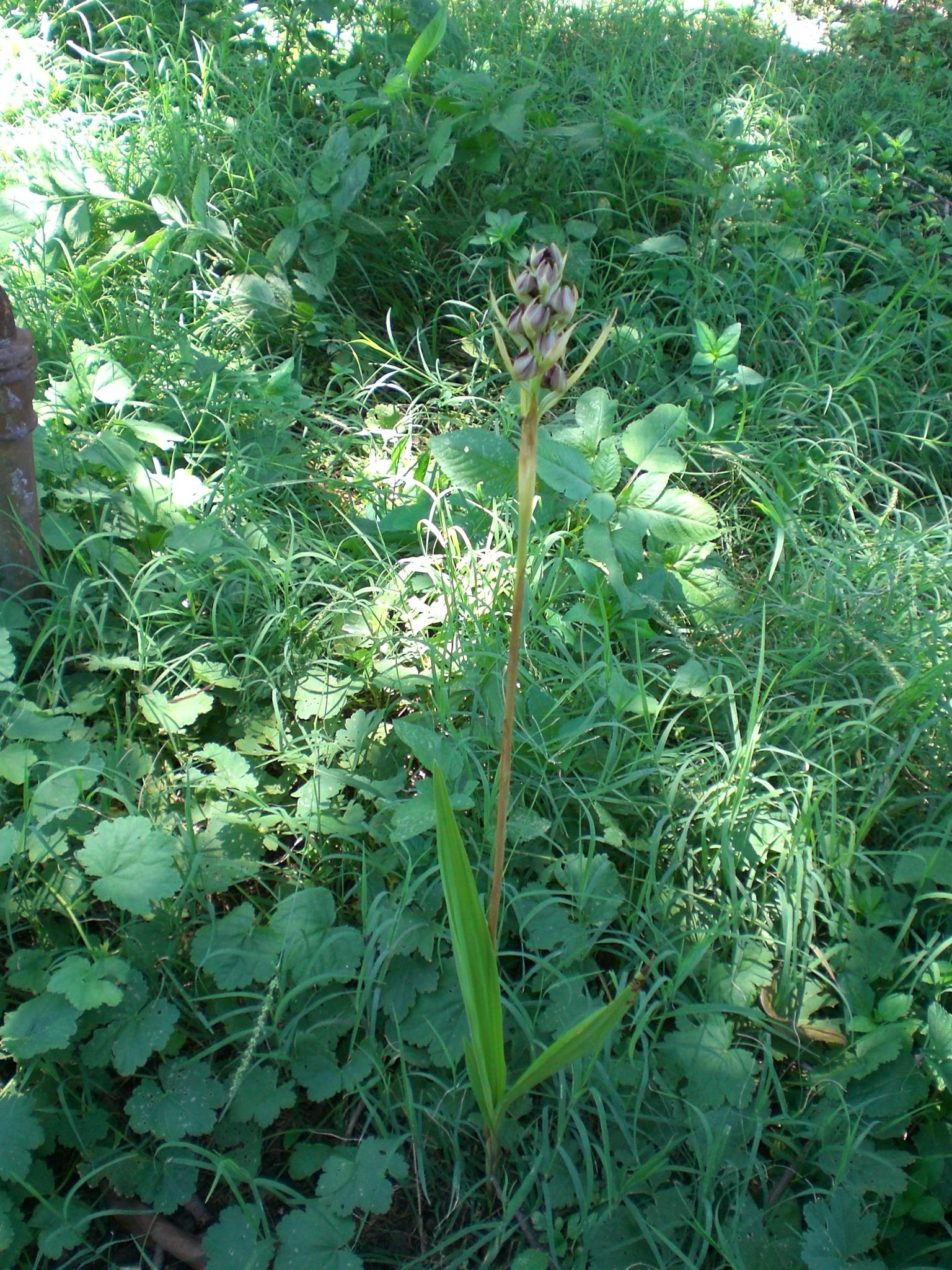
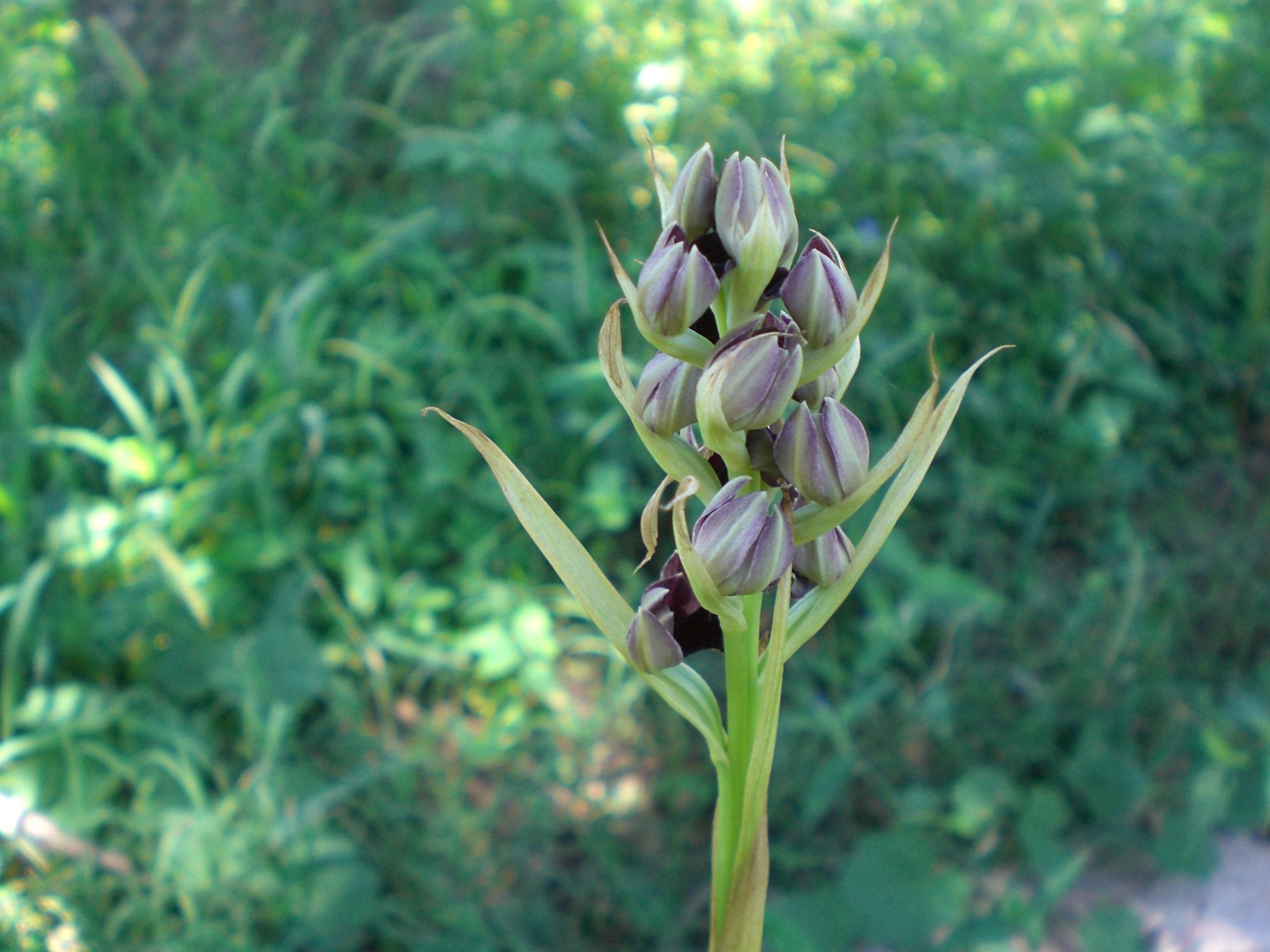